# Drapelul Irakului

Steagul Irakului 2008 - prezent (raport 2:3)

Steagul Irakului (arabă علم العراق) a avut cinci desene diferite începând cu anul 1921. Actualul steag a fost adoptat în ianuarie 2008 pe o perioadă limitată de un an de zile, timp în care continuă dezbaterile pe tema adoptării steagului final. 
Actualul steag este foarte asemănător cu cel vechi, au rămas neschimbate cele trei benzi orizontale roșu (deasupra), alb și negru și fraza Allahu Akbar (Allah este mare), cunoscută sub numele de Takbir, scrisă în litere arabe kufice și au fost șterse stelele verzi care erau interpretate în anii 1963-1991 ca reprezentând unitatea, libertatea și socialismul, sloganul partidului Baas al lui Saddam.

## Istoric

### Începutul mandatului britanic
În anii 1919-1924 după instituirea Mandatului britanic asupra Mesopotamiei, s-au folosit mai multe drapele asemănătoare în culorile pan-arabe.Toate modelele au avut trei benzi orizontale in negru, alb și verde, în ordini variate, și un triunghi roșu în partea dinspre catarg. 
Uneori în triunghiul roșu s-au adăugat două stele albe cu șapte colțuri

### Steagul Regatului Irak (1924–1958)
Între 1921-1932 Irakul a fost protectorat britanic. În 23 august 1921 a fost proclamat regatul Irakului sub conducerea regelui Feisal I al Irakului, originar din Hedjaz, din dinastia hașemită. Steagul regatului avea trei benzi orizontale de sus in jos - neagră, albă și verde și un trapez roșu lângă catargul steagului. În trapez au fost incluse două stele albe cu șapte colțuri.
Steagul a fost creat după modelul Steagului Regatului Hedjaz. Cele doua stele ar fi reprezentat cele doua națiuni principale din Irak - arabii și kurzii. 

##### Federația Arabă
Ca replică la unificarea parțială a Egiptului si Siriei în așa numita Republica Arabă Unită, cele doua regate hașemite ale Irakului și Iordaniei au înființat o structură  confederativă, Federația Arabă. Steagul acesteia a fost steagul Iordaniei, cu triunghi rosu, dar fără steaua albă cu șapte colțuri. Uniunea a durat mai puțin de șase luni, fiind abolită în urma Revoluției irakiene de la 14 iulie 1958. 

### Republica Irak

#### 1959-1963
În urma răsturnării monarhiei la 14 iulie 1958 de către generalul Abdul Karim Al Kassem, s-a proclamat Republica. Noul steag adoptat prin legea 102 din 1959 a fost cu totul diferit: un tricolor negru - alb -verde in benzi verticale, și nu orizontale, având în centru o stea roșie cu opt colțuri având înscris în ea un cerc galben. Culorile benzilor erau cele pan-arabe, soarele galben din centru reprezenta poporul kurd, iar steaua roșie a lui Iștar reprezenta trecutul antic al tarii și minoritatea „asiriană”, formată din creștini caldeeni, asirieni sau sirieni.
Acest drapel irakian este permis în prezent in zona autonomă kurdă, care, în schimb, nu admite steagurile irakiene cu numai
culorile pan-arabiste folosite în 1963-2008. 

#### 1963–1991
După răsturnarea în 1963 a lui Al Kassem de către Partidul Baas, nour regim a adoptat la 31 iulie 1963 o versiune modificată a steagului irakian pan-arabist (legea 28 din 1963). Culorile panarabiste apareau iaraș pe orizontală, dar de aceasta dată, sub influența drapelului republican egiptean, in   de sus în jos: rosu - alb - negru. Deși în 1961 Siria a abandonat Republica Arabă Unită, speranțele pentru un viitor stat pan-arab au persistat, lucru care se reflecta în marea asemănare dintre steagul Republicii Arabe Unite, (nume păstrat și după 1961 de Egiptul lui Gamal Abdel Nasser). În vreme ce Egiptul nasserist avea în mijloc doua stele verzi (simbolizand uniunea precară a Egiptului și Siriei), Irakul baasist a adoptat trei stele verzi, făcând aluzie la o eventuală confederație viitoare cu Egiptul și Siria.În 1963 Siria a adoptat  acelas steag ca si Irakul, menținându-l până în 1971, cand a inlocuit steluțele cu stema Siriei, șoimul sau uliul Koreișiților.      
Legea steagului nr.33 din 1986 adoptata de presedintele Saddam Hussein a păstrat acelaș steag, cu mențiunea că cele trei steluțe reprezintă de acum înainte cele trei principii ale partidului Baas - „wahda, hurriya,ishtirakiya” , adica „unitate, libertate, socialism”.  

#### 1991–2004
În urma cuceririi Kuweitului de către Saddam Hussein, acesta adoptat la 13 ianuarie 1991 Legea Steagului nr.6 din 1991, prin care între cele trei steluțe s-a adaugat Takbir-ul- adică exclamația „Allahu akbar - Dumnezeu este mare”! , după cum a fost scrisă, se spunea, de însuși Saddam.

### 2004–2008
În 2004, sub ocupație de catre coaliția condusă de Statele Unite, Consiliul Interimar de Guvernare a Irakului a făcut o propunere pentru a înlocui vechiul steag al regimului lui Saddam Hussein în vigoare din 1991 însă propunerea a fost refuzată . 
În 2004 a fost schimbată de pe steag caligrafia "Allahu Akbar", din cea după așa zisul scris de mână al lui Saddam Hussein. . Steagul astfel modificat a fost folosit la ceremonia de transfer al puterii din mâinile autorității provizorii a coaliției militare ocupante în cele ale administrației civile instalate la 28 iunie 2004.

#### Din 2008
La 22 ianuarie 2008 a fost confirmat un nou drapel al statului prin legea 9 din 2008.
In aceasta versiune s-a renuntat definitiv la cele trei steluțe, rămânând pe banda alba numai Takbirul în scriere kufită. Steagul a fost adoptat pentru vreme de un an dar a fost reconfirmat de parlament la 30 aprilie 2009.

2008–present flag of Iraq (ratio: 2:3)

On 22 January 2008, a new design for the flag was confirmed by Law 9 of 2008. In this current version, the three stars were removed, while the takbīr was retained in its 2004 form. The parliament intended that the new design last for one year, after which a final decision on the flag would be made. However, the flag law was reviewed in parliament on 30 April 2009.

1921-1959 (raport: 1:2)
1959-1963 (raport: 1:2)
1963-1991 (raport: 2:3)
1991–2004 (raport: 2:3)
2004-2008 (raport: 2:3)
Propunere din 2004 dar neacceptată
Propunere din 2008 dar neacceptată